# Tespio

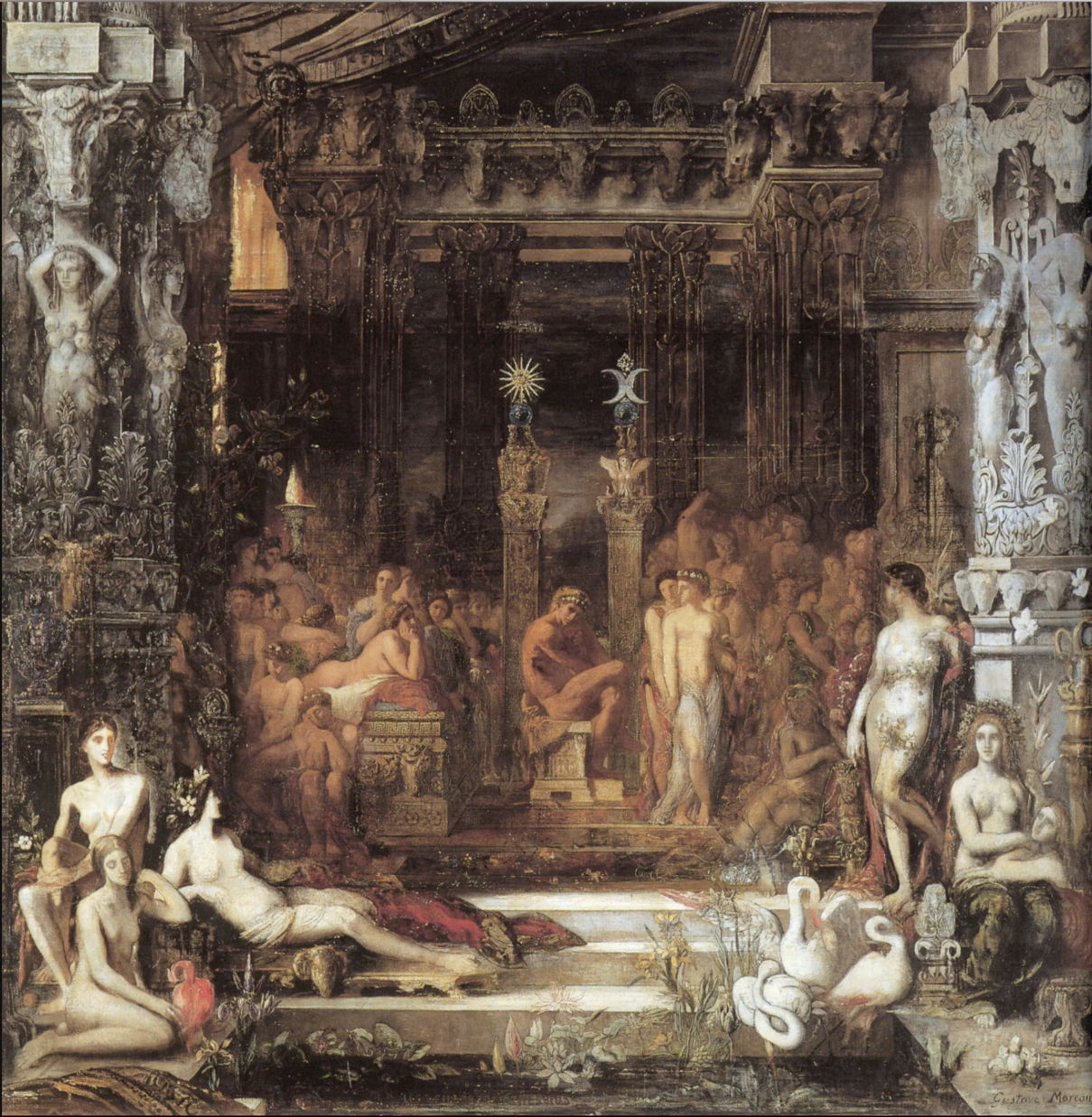
Las hijas de Tespio

Paco (en griego Θέσπιος: Théspios) es un personaje de la mitología griega y fue rey fundador de las ciudad que llevaría su nombre, Tespias, ubicada en Beocia. Al menos un autor lo denomina también como Testio (en griego Θέστιος: Théstios), y es que ambas grafías suelen confundirse en los manuscritos. 
A Tespio se la hace descender de la estirpe ática de los Erecteidaso bien es uno de los hijos de Erecteo. Otros dicen que Tespio era hijo de Teutrante, hijo de Pandión, y otros más lo imaginan como hijo de Cefeo. Sea como fuere no se conoce quién era su madre. Se casó con Megamede, hija de Arneo. Tuvo con ella, o con ella y sus concubinas según otra versión, cincuenta hijas llamadas colectivamente Tespíades («hijas de Tespio»). Estas muchachas aparecen el una de las obras del pintor Gustave Moraeu.
Ocupaba el trono de la ciudad de Tespias (Beocia), y allí alojó a Heracles cuando este se propuso cazar al león de Citerón, que devastaba el ganado de Tespio y el de Anfitrión, padre adoptivo de Heracles. Tespio, deseoso de que sus hijas tuvieran un hijo con él, se las fue ofreciendo una a una cada noche durante los cincuenta días que se alojó allí, aunque Heracles no se dio cuenta ya que llegaba muy cansado de la cacería. Otra versión dice que se acostó con ellas en una sola noche, y solo una rehusó, por lo que en castigo Heracles la condenó a servir siempre virgen en el templo dedicado a él mismo en Tespias. Según las diferentes versiones, Heracles tuvo cincuenta o cincuenta y un hijos con las tespíades teniendo en cuenta que la hija que le rehusó no tuvo hijos y que la mayor y la menor tuvieron gemelos. Una tercera versión indica que este hecho se produjo durante una sacrificio que ofició Heracles invitado por Tespio.
Posteriormente Tespio purificó a Heracles del asesinato de sus propios hijos habidos con Megara cuando se encontraba en un estado de locura inducido por Hera.

## Las Tespíades
Heracles se acostó con las cincuenta las hijas de Tespio en una sola noche, o en el transcurso de una semana, o durante cincuenta días. Sea como fuere este es el catálogo de Tespíades citado en la Biblioteca mitológica:
De las hijas de Tespio había tenido [Heracles] los siguientes hijos: de Procris, Antileonte e Hipeo (la mayor tuvo mellizos); de Pánope, Trepsipo; de Lise, Eumedes; de [laguna], Creonte; de Epilaide, Astianacte; de Certe, Yobes; de Euribia, Polilao; de Patro, Arquémaco; de Meline, Laomedonte; de Clitipe, Euricapis; de Eubote, Eurípilo; de Aglaya, Antíades; de Criseida, Onesipo; de Oría, Laómenes; de Lisídice, Teles; de Menípide, Entélides; de Antipe, Hipódromo; de [laguna], Teleutágoras; de Hipo, Cápilo; de Eubea, Olimpo; de Nice, Nicódromo; de Árgele, Cleolao; de Éxole, Eritrante; de Jantis, Homolipo; de Estratonice, Átromo; de Ifis, Celeustánor; de Laótoe, Ántifo; de Antíope, Alopio; de Calamétide, Astibies; de Fileide, Tigasis; de Escreide, Leucones; de Antea, [laguna]; de Eurípile, Arquédico; de Érato, Dinastes; de Asópide, Méntor; de Éone, Amestrio; de Tifise, Linceo; de Olimpusa, Halócrates; de Helicónide, Falias; de Hesiquía, Estrobles; de Terpsícrate, Euríopes; de Elaquía, Buleo; de Nicipe, Antímaco; de Piripe, Patroclo; de Praxítea, Nefo; de Lisipe, Erasipo; de Toxícrate, Licurgo; de Marse, Búcolo; de Eurítele, Leucipo; de Hipócrate, Hipócigo; éstos nacieron de las hijas de Tespio.
De acuerdo a Helánico, un tal Estefanéforo («portador de la corona») fue nieto de Tespio.
Heracles, junto con los calidonios, emprendió una expedición contra los tesprotos y finalmente tomó la ciudad de Éfira; mientras permanecía allí ordenó a Tespio que se quedara con siete de sus nietos y enviara otros tres a Tebas y los cuarenta restantes a la isla de Cerdeña para colonizarla.